# Levene
Levene är kyrkbyn i Levene socken belägen i utkanten av tätorten Stora Levene i Vara kommun i Västra Götalands län. Levene har tidigt förekommit i skriftliga historiska källor som kungasäte. 

## Tidigaste omnämnande
I Vidhemsprästen Laurentius tillägg till den Äldre Västgötalagen (vilket antas vara gjort omkring 1240 och föreligger i en bevarad kopia från omkring 1280) nämns Levene (Lifwini) vid två tillfällen:
| ” | Fyarðþi war Hakun røðhe. Han war føððær i Lifwini i Wistæhæræði. Þrættan wintær war han kononggær oc liggær i Lifwini, sum han boren war. Fæmti war Stænkil konongær. Han ælskæðhi wæstgøthæ vmfram allæ þe mæn, i hans riki waru. Oc han war goðhær skyttæri oc starkær, swa sum æn stanðæ hans skotmark i Lifwini. Callær eth Konongsten. Annar stanðær wið Konongs liðstolppæ, þridhi a Stanzbyærghi. Oc e glæddus wæstgøtær af hanum, mæð hans liffdaghær waru. Fjärde var Håkan Röde. Han var född i Levene i Viste härad. Tretton vintrar var han konung och ligger i Levene, där han född var. Femte var konung Stenkil. Han älskade västgötarna framom alla de män som i hans rike fanns. Och han var en god skytt och stark, så att än står hans skottmärken i Levene. Ett kallas Konungasten. Ett annat står vid Konungs ledstolpe, ett tredje på Ståndsberget. Och västgötarna gladdes åt honom, så länge hans livsdagar varade. | „ |

På 1300-talet omnämns Levene som Livina och Liwine och på 1400-talet som villa Lyom vel Lifweni. Namnets ursprungliga betydelse är inte fastlagd.  Man tror att namnet kan anknytas till fornsvenskans hlif, 'värn' (mer konkret 'sköld'). Det kan också tolkas som Hlif-vini, 'ängen vid en skyddsanordníng'.

## Historia
Enligt traditionen ska Levene ha varit kungasäte för flera av de kungar som omnämns i tillägget till Äldre Västgötalagen.
Levene ligger nära Sparlösa där det finns en runsten, Sparlösastenen, som är från 800-talet, och som kan ha ett samband med Ynglingasagan och dess hövdingar.
I citatet från tillägget till Äldre Västgötalagen ovan står att Håkan Röde, född omkring 1045, ligger begravd i Levene. Denne Håkan skall enligt traditionen vara den som gett gården Håkantorp sitt namn, 1443 omnämnd som Haquonathorpp.
Håkan Röde var storbonde och stod kung Stenkil mycket nära. Då han var kung, lät han flytta kyrkan till den nuvarande platsen, vilket torde ha skett omkring 1079, samma år som Håkan dör. Eventuellt blev den ditflyttad från Skår 'j Skoro, omnämnt 1436 där en högt belägen kyrka skall ha funnits vid vägen mot Smetoffte by, 1,7 km nordost om nuvarande Levene kyrka. Håkan Röde omnämns även av Adam av Bremen, men annars vet man inte mycket om honom.
Levene anses också vara kung Stenkils hemort och Levene gård hans kungsgård. Kungsgården skall ha legat omedelbart norr om kyrkan, och källarrummen till ett av de gamla husen som står där i dag skall vara försedda med brutna, välvda tak. Snorre Sturlasson har i flera av sina krönikor berättat om Stenkil. Under sommaren 1219 reste Snorre omkring i Sverige och besökte bland andra "lagman Eskil" (Eskil Magnusson) som bodde i Long.

## Närbelägna platser
Stenkil lär enligt en gammal folksägen vara begravd väster om Levene kyrka i den så kallade Kungskullen.  Denna heter i dag bara Kullen och en gård är byggd ovanpå den gamla gravhögen. På gamla kartor benämns platsen Kungs kulle och det lär ha stått en stor sten upprest på toppen av gravhögen. Den flyttades och användes som trappsten på Levene gamla egendom. Huset brann någon gång på 1930- eller 1940-talet och då försvann stenen.
Ståndsberget (Stanzbyærghi) som nämns i konungalängden är enligt P E Lindskog (1812) det närbelägna Stångsberget.